# Grammotaulius nigropunctatus
Grammotaulius nigropunctatus – gatunek chruścika z rodziny bagiennikowatych (Limnephilidae). Larwy budują przenośne domki z fragmentów detrytusu i fragmentów roślin wodnych, najczęściej turzyc (podobne schronienia, ale mniejsze, budują także: Limnephilus borealis, Limnephilus fuscinervis). Ubarwienie larw podobne jak u Grammotaulius nitidus.
Grammotaulius nigropunctatus jest gatunkiem palearktycznym, występującym w całej Europie, Kaukazie, rejonie Kaspijskim, Azji Mniejszej. Larwy zasiedlają wszystkie typy wód śródlądowych. Podawany z północnych części Polski. Limnefil preferujący strefę helofitów.
Larwy złowiono w jez. Skanda (Pojezierze Mazurskie), w trzcinowisku, mniej na dnie piaszczystym i najmniej w turzycowisku. Liczniej larwy spotykane w małych śródpolnych zbiornikach oraz starorzeczach (w tym w jez. Nieciecz) w Dolinie Narwi. Niektóre dane sugerują występowanie w jeziorach Wielkopolski i stawach tatrzańskich. Kilka larw złowiono w stawie eutroficznym w Karkonoszach. Imagines spotykane nad jez. Oświn.
W Finlandii stosunkowo pospolity w zbiornikach okresowych, czasami spotykany w jeziorach. W Karelii larwy występowały w strefie roślin, przede wszystkim w turzycach i skrzypach, sporadycznie w trzcinie i osoce, na dnie z detrytusem. Na Łotwie i Estonii niezbyt licznie spotykane w jeziorach, częściej stawach naturalnych. Larwy spotykane w jeziorach Islandii. Podawany także ze strumieni i górskich jezior Kaukazu.